# EnviroChemie
e EnviroChemie GmbH mit Sitz im hessischen Roßdorf ist ein international agierender Anlagenbauer und Dienstleister im Bereich der industriellen Wasseraufbereitung und Abwasserbehandlung. Das Unternehmen fungiert als Muttergesellschaft der EnviroWater Group.

## Geschichte

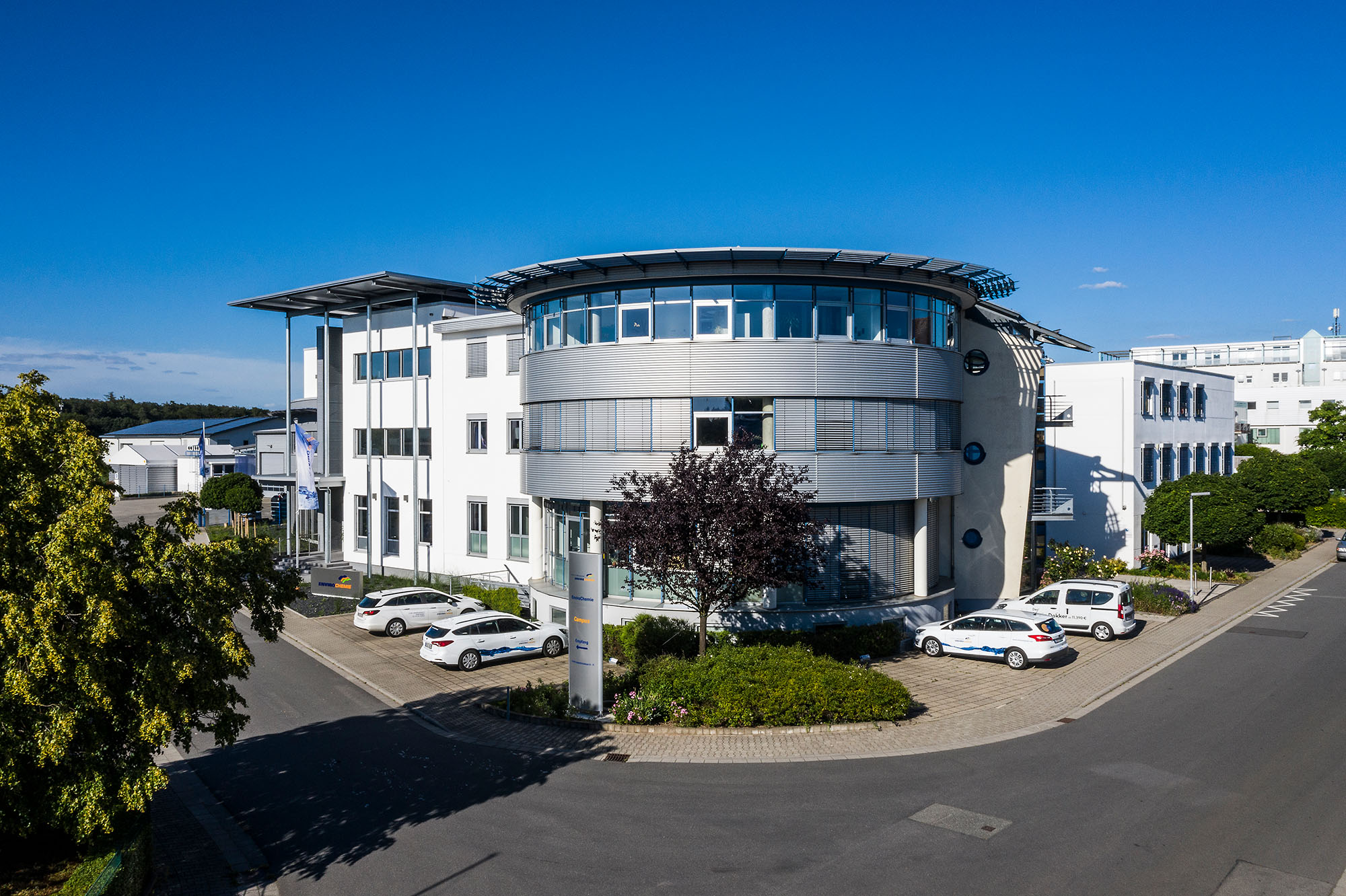
Firmensitz von EnviroChemie in Roßdorf

Das Unternehmen wurde 1976 als Ingenieurbüro in Eschenbach in der Schweiz gegründet. In den 1980er Jahren wurde ein weiteres Büro in Deutschland aufgebaut.
In den 1990er Jahren beteiligte sich die damalige RWE-Tochtergesellschaft RWE Umwelt an EnviroChemie. Anschließend übernahmen die Stadtwerke Darmstadt 75 Prozent und leitende Mitarbeiter von EnviroChemie 25 Prozent der EnviroChemie-Anteile.
2001 übernahm die EnviroChemie die heutige EnviroDTS. Im Jahr 2006 erwarb EnviroChemie die 1989 von Karl Falk, Erhard Burggraf und Peter Leyendecker gegründete Firma EnviroFalk, die Wasseraufbereitungsanlagen für Prozesswasser anbietet.
Im Sommer 2013 übernahm die Finanzholding SKion 75 Prozent der Anteile an der EnviroChemie-Dachgesellschaft Enviro Mondial von der Stadt Darmstadt. Zuvor hatte die Stadt Darmstadt Enviro Mondial über die Heag Südhessische Energie gehalten. Nach dem Verkauf an SKion blieb das Management der Enviro Mondial in Höhe von 25 Prozent beteiligt. Ein Jahr später investierte das Unternehmen etwas mehr als eine Million Euro in den Bau einer Misch- und Abfüllanlage mit einer Fläche von 600 Quadratmetern für Mittel zur Wasserbehandlung und Wasserflockung. Im Jahr 2017 lagen 100 Prozent der Anteile an dem Unternehmen bei der Beteiligungsgesellschaft SKion.
EnviroChemie wurde mit sieben weiteren Partnern aus der Industrie und Forschung vom Bundesministerium für Bildung und Forschung über die Förderung des Projekts Dyna Water 4.0 in Höhe von 1,5 Millionen Euro zwischen Dezember 2018 und November 2021 beauftragt, die wissenschaftlichen, technischen und wirtschaftlichen Möglichkeiten einer Digitalisierung im industriellen Wassermanagement herauszufinden und umzusetzen.
2019 übernahm das Unternehmen die schwedische Firma Processing, welche in der Wasseraufbereitung für die Bereiche Schwimmbad und Spa tätig ist. Im Rahmen der Übernahme wurde das Unternehmen in EnviroProcess umbenannt. Zum 1. Januar 2021 verschmolzen Enviro Mondial und EnviroChemie zu einem Konzern. EnviroChemie führte als aufnehmender Rechtsträger die Geschäfte fort. Zudem übernahm das Unternehmen die Geschäftsanteile an der Innowac GmbH, einem Hersteller für wasserführende Systeme in der Industrie. Am 11. Juli 2022 übernahm EnviroChemie den Biozidlösungshersteller Cealin Chemische Fabrik GmbH. Die ProWaTech sowie deren Tochterfirma Hauser + Walz – Beratende Ingenieure übernahm das Unternehmen zum April 2023.

## Unternehmensstruktur
EnviroChemie bildet die Muttergesellschaft der EnviroWater Group, welche Teil der Unternehmensgruppe SKion Water ist und an der wiederum die Beteiligungsgesellschaft SKion 100 Prozent der Anteile hält. Tochtergesellschaften von EnviroChemie sind die Unternehmen EnviroFalk, EnviroProcess, Schweitzer-Chemie, Innowac, Industrial Water Management, EnviroDTS, ProWaTech, EnviroFalk PharmaWaterSystems, AEW Wassertechnologie, AFS Solutions und Hauser + Walz. Das Unternehmen liefert Anlagensysteme und Dienstleistungen für die Behandlung von industriellem Abwasser und das Wasserrecycling, sowie Wasserchemikalien und den Anlagenbetrieb.
Die Geschäftsführung des Unternehmens obliegt mit Stand von Dezember 2023 Jörg Krause, Stefan Letschert und Peter Leyendecker.
EnviroChemie vertreibt seine Produkte und Dienstleistungen in über 30 Länder.

## Wirtschaftliche Kennzahlen
Der Umsatz für das Jahr 2021 lag bei 200,79 Millionen Euro. In dem Jahr waren 926 Mitarbeiter in dem Unternehmen beschäftigt.
| Jahr                        | 2013  | 2014   | 2015  | 2016  | 2017  | 2018   | 2019   | 2020   | 2021   |
| --------------------------- | ----- | ------ | ----- | ----- | ----- | ------ | ------ | ------ | ------ |
| Umsatzerlöse (in Mio. Euro) | 81,24 | 117,41 | 89,27 | 81,99 | 91,96 | 114,89 | 162,74 | 160,69 | 200,79 |

## Produkte und Dienstleistungen
EnviroChemie bietet die Planung und den Anlagenbau sowie den Betrieb und Service für die industrielle Wasseraufbereitung und Abwasserbehandlung an. Dazu gehört auch die Entwicklung von Wasserchemikalien zur Wasserbehandlung. Ein Schwerpunkt liegt auf der Abwasserbehandlung von pharmazeutischen Unternehmen, insbesondere der Entfernung von bedenklichen Stoffen (wie Antibiotika und Hormone) aus dem Abwasser. Für Molkereien bietet das Unternehmen Wasserrecycling und die Abwasserbehandlung mit Biogasgewinnung an.
Das Unternehmen führte 2010 die patentierte Abwasserbehandlungsanlage namens Biomar ein, mit der mehr als 90 Prozent der im Abwasser enthaltenen Biomasse mithilfe von anaeroben Bakterien in Biogas umgewandelt werden können. Für den Anlagenbetrieb wurde ein System namens Advanced Process Control entwickelt, das nach der Eingabe gemessener Werte eine Verknüpfung mit Onlinewerten herstellt, um eine Handlungsempfehlung für Einstellungen an der Anlage zu geben. Die dafür genutzte digitale Serviceplattform mit dem Namen WaterExpert enthält Messdaten, Fotos, Videos, Berichte und Dokumentationen von Anlagen aus dem konkreten Unternehmen, die über eine mobile App zusammen mit einer Handlungsempfehlung zur Verfügung stehen.
Zudem entwickelt das Unternehmen auf den individuelle Anforderungen zugeschnittene Abwasserbehandlungskonzepte, die z. B. einen 30 Prozent geringeren Chemikalieneinsatz und eine Reduktion der zu entsorgenden Schlammmenge um 80 Prozent im Vergleich zu einer zuvor genutzten Anlage erreichen, oder eine Wasseraufbereitungsanlage für den Betrieb eines PEM-Elektrolyseurs zur Erzeugung von grünem Wasserstoff an einen deutschen Großanlagenbauer.

## Gesellschaftliches Engagement
EnviroChemie ist Förderer und Stifter der Strahlemann-Stiftung, die sich für verbesserte Ausbildungschancen junger Menschen einsetzt.

## Forschungsprojekte
Das Unternehmen nahm zwischen 2018 und 2020 an dem Verbundforschungsprojekt EmiStop im Forschungsschwerpunkt Plastik in der Umwelt – Quellen, Senken, Lösungsansätze teil. Das Bundesministerium für Bildung und Forschung förderte dieses Projekt als Bestandteil der Leitinitiative Green Economy des Rahmenprogramms Forschung für nachhaltige Entwicklung. Im Rahmen des Forschungsprojekts B-Water Smart arbeitet EnviroChemie mit an Anwendungen zur Beschleunigung des nachhaltigen Wassereinsatzes in Küstennähe. An einem Molkereistandort in Norddeutschland werden unterschiedliche Aufbereitungstechnologien wie Membrantechnologien und verschiedene biologische Verfahren für Wasser und Abwasser untersucht.